# Лыстога
Лыстога — река в России, протекает в Буйском районе Костромской области. Устье реки находится в 8,4 км по правому берегу реки Корега. Длина реки составляет 11 км.
Исток реки находится севернее деревни Федотово в 18 км к северо-западу от города Буй. Река течёт на юго-восток, протекает деревни Благоногово, Дмитриевское и несколько нежилых. Впадает в Корегу выше деревни Ястребово.

## Данные водного реестра
По данным государственного водного реестра России относится к Верхневолжскому бассейновому округу, водохозяйственный участок реки — Кострома от истока до водомерного поста у деревни Исады, речной подбассейн реки — Волга ниже Рыбинского водохранилища до впадения Оки. Речной бассейн реки — (Верхняя) Волга до Куйбышевского водохранилища (без бассейна Оки).
По данным геоинформационной системы водохозяйственного районирования территории РФ, подготовленной Федеральным агентством водных ресурсов:
- Код водного объекта в государственном водном реестре — 08010300112110000012465
- Код по гидрологической изученности (ГИ) — 110001246
- Код бассейна — 08.01.03.001
- Номер тома по ГИ — 10
- Выпуск по ГИ — 0